# راسمکه‌یوو
راسمکه‌یوو (انگلیسی: Rasmekeyevo) یک شهرک در شهرستان کوشنارنکوفسکی جمهوری باشقیرستان در کشور روسیه است.